# Chinese Taipei International
Die Chinese Taipei International, auch Chinese Taipei Satellite betitelt, sind offene internationale Meisterschaften von Taiwan im Badminton. Austragungen für 1997 und 2005 sind dokumentiert.

## Die Sieger
| Saison    | Herreneinzel      | Dameneinzel       | Herrendoppel               | Damendoppel               | Mixed                           |
| --------- | ----------------- | ----------------- | -------------------------- | ------------------------- | ------------------------------- |
| 1997      | Lee Tsuen Seng    | Chan Ya-lin       | Wang Chia-cherng Sen Chan  | Chen Li-chin Tsai Hui-min | Pang Cheh Chang Norhasikin Amin |
| 1998 2004 | nicht ausgetragen | nicht ausgetragen | nicht ausgetragen          | nicht ausgetragen         | nicht ausgetragen               |
| 2005      | Daren Liew        | Yip Pui Yin       | Lee Sung-yuan Victo Wibowo | Ku Pei-ting Chou Chia-chi | Hajime Komiyama Ikue Tatani     |